# Joaquim Cruz
Joaquim Carvalho Cruz (* 12. März 1963 in Taguatinga, Distrito Federal) ist ein ehemaliger brasilianischer Mittelstreckenläufer. Sein größter Erfolg war der Sieg im 800-Meter-Lauf bei den Olympischen Spielen 1984 in Los Angeles.

## Karriere
Cruz war in den 1980er Jahren einer der weltbesten 800-Meter-Läufer. Durch seinen Sieg bei den Olympischen Spielen 1984 in Los Angeles gegen seinen großen Konkurrenten Sebastian Coe war er zu diesem Zeitpunkt neben dem Dreispringer Adhemar Ferreira da Silva, der 1952 und 1956 Gold gewann, der bislang einzige brasilianische Olympiasieger in der Leichtathletik.
Bei den Weltmeisterschaften 1983 in Helsinki gewann Joaquim Cruz Bronze hinter dem Deutschen Willi Wülbeck und Rob Druppers aus den Niederlanden.
Im Rahmen der Olympischen Spiele 1988 in Seoul gewann Cruz hinter Paul Ereng aus Kenia die Silbermedaille über 800 Meter, musste allerdings wenig später aufgrund von Achillessehnenbeschwerden für mehrere Jahre seine Karriere unterbrechen.
Bei den Weltmeisterschaften 1995 in Göteborg startete er im 1500-Meter-Lauf, schied aber im Vorlauf aus.
Joaquim Cruz ist 1,88 m groß und wog zu Wettkampfzeiten 77 kg. Er arbeitet heute als Leichtathletiktrainer in Kalifornien (USA).

## Bestzeiten
- 800 m: 1:41,77 min, 26. August 1984, Köln
- 1000 m: 2:14,09 min, 20. August 1984, Nizza
- 1500 m: 3:34,63 min, 14. August 1988, Hengelo
- 1 Meile: 3:53,00 min, 13. Mai 1984, Westwood